# Ilja Hurník
Ilja Hurník (25 novembre 1922 - 7 septembre 2013) est un compositeur et essayiste tchèque contemporain.

## Biographie
Ilja Hurník naît à Poruba (maintenant au sein de Ostrava), un village de Silésie, dans une famille d'enseignants. Il commence l'étude du piano à huit ans, à composer à onze ans et est même publié (1933). En 1938, sa famille doit fuir l'annexion des Sudètes pour Prague. Il entre au Conservatoire de Prague où il travaille se destinant une carrière de soliste avec Vilém Kurz (qui a formé rien moins que Rudolf Firkušný, František Maxián et Gideon Klein...), puis avec la fille de Kurz, Ilona Štěpánová-Kurzová. Puis il étudie la composition avec Vítězslav Novák (1941–1944).
Il est soliste de l'Orchestre Philharmonique Janacek d'Ostrava (1958–1978) et professeur de composition. Son répertoire d'élection est Claude Debussy et Leoš Janáček, une âme sœur de la même région. Mais il aime aussi Francis Poulenc et Igor Stravinsky. Il a joué et enregistré en duo avec Jana Hurníková (née Roubalová en 1939), son épouse et avec Pavel Štěpán (élève de Kurz). En musique de chambre, il collabore avec le Quatuor Smetana. En 1970, il enseigne parallèlement Conservatoire de Prague et de 1974 à 1979, à l'Académie des arts de Bratislava en Slovaquie.
Il est le père de Lukáš Hurník né en 1967 (également compositeur et journaliste musical), le beau-frère de Petr Eben (avec qui a adapté l'école Orff en tchèque,) et l'oncle de l'acteur Marek Eben.
Ilja Hurník est mort à Prague le 7 septembre 2013 à l'âge de 90 ans.

## Hommages
- Deux écoles primaires, une à Prague et une à Opava, portent son nom.
- Un astéroïde, découvert en 1998 par l'astronome tchèque Petr Pravec, porte la référence (16929) Hurník.

## Livres
Ilja Hurník est l'auteur de plus de vingt livres publiés à Prague entre 1965 et 2012. Constitué de nouvelles ("Les trompettes de Jéricho", "Musical Sherlock" 1971, "Les oies du capitole"), d'essais et d'un livre de mémoires (2000). Il a aussi écrit des pièces radiophoniques ("Les Papillons").

## Œuvres (sélection)
Hurník est l'auteur de cinq opéras, deux ballets, une symphonie, des concertos pour cordes, pour instruments à vent, de la musique de chambre, trois sonates pour orgue, des œuvres pour piano, des mélodies, un oratorio et plusieurs cantates.
Très sensible au folklore de Silésie, ses œuvres sont caractérisées par beaucoup d'humour, la forme raffinée, la clarté, le charme. Les deux œuvres emblématiques du style humoristique et folklorique d'Hurník sont le ballet héroïque Ondráš (1949) sur des ballades de Silésie, aux accents digne de Prokofiev ; et sa cantate humoristique Maryka (1948) où se sent l’influence de Poulenc. Aimant revenir à des formes anciennes, il crée des compositions néo-classiques. les œuvres qui font partie de cette veine sont la "Sonata da Camera", les "Esercizii" pour quatuor à vent et "Nový clavecin" pour piano et cordes.
Ses opéras dont le premier Dáma a lupiči (La dame et le voleur) créé à Pilsen en 1966. Puis viennent "Ulrich et bozenka" (1984), "les sages et les chiens errants"
Hurník a consacré beaucoup de ses œuvres pour chorales et instrumentistes, inspirés par le monde de l'enfance et adapté aux moyens des enfants musiciens.

### Piano
- První melodie: Snadné přednesové skladbičky pro mládež (First Melodies: Easy Little Pieces for Young Students) (1932)
- Motivy z dětství (Motifs d'enfance) (1934, révisé en 1944)
- Groteska (1938)
- Dvě toccaty (2 Toccatas), Op. 2 (published 1943)
- Preludia (Preludes), op. 9 (1942)
- Sonatina C dur (Sonatine en ut majeur) (1950)
- Tance: Domácí hudba (Dances: Home Music) pour piano à 4 mains (1963)
- Kousky pro klavír ve snadném slohu (pièces pour piano faciles)
- Písničky pro klapky: Snadné skladby (Ditties for Keys), pièces faciles(1969)
- Valčiky (Waltzes) for piano 4-hands (1971)
- Čtyřruční hra: Cvičení a etudy (Four-handed Fun: Exercises and Etudes) pour piano à 4 mains (1972)
- Nový clavecin (Le nouveau clavecin), Suite for Piano (1975) ; orchestré pour piano et orchestre à cordes
- Voršilská ulička (Ursuline Street), Cycle of Easy Recital Compositions (Livre I) (1976)
- Džezík (Jazz Piccolo), pièces faciles (1977)
- Fantazie (Fantaisie) pour 2 pianos (1979)
- Variace na Pergolesiho téma (Variations sur un thème de Pergolesi) pour piano à 4 mains (1983)
- Etudy (Études) (1987)
- Innocenza pour piano à 4 mains (1992)
- Voršilská ulička 2. sešit (Ursuline Street, Livre II), Cycle of Easy Recital Compositions (1999)
- Šest rukou u jednoho klavíru (Six mains sur un piano), Suite in 4 Movements pour piano à 6 mains (pub. 2005)
- Hudba pro klavír (Musique pour piano) (2005)
- 12 klavírních preludií (12 Préludes) (2008)

### Musique de chambre
- Caprices pour violon seul, op. 4 (éd. 1949)
- Partita en la majeur pour flûte et clavecin (ou piano) (1950) ; version avec orchestre ; dédicacé au flûtiste tchèque Václav Žilka
- Sonate pour alto et piano, op. 26 (1951)
- Čtvero ročních dob (Les quatre saisons), Suite pour quintette à vents ou 12 instruments (1952)
- Sonata da camera pour flûte, hautbois, violoncelle et clavecin ou piano (1952)
- Esercizi pour flûte, hautbois, clarinette et bason (1956)
- Malý faun (Le petit faune), 5 Pièces en forme de suite pour flûte et piano (1956)
- Moments musicaux, suite pour 11 instruments à vent (1962)
- Concerto pour hautbois et piano (1964)
- Vánočńí koledy (Chants de Noël) pour violon et piano (1968)
- Gloria di flauti pour 2 flûtes (1972)
- Concertino pour violon et piano (1973)
- Concertino pour 2 violons et piano (ou clavecin) (1981) ; orchestré
- Obrázky (Little Pictures), pièces très facilespour flûte (ou flûte à bec, ou hautbois) et piano (1984)
- Sonatine pour contrebasse (ou basson) et piano (1985)
- Quintette à vent no. 2 (1985)
- Tance (Danses) pour harpe (1986)
- Sonatine pour hautbois et piano (1988)
- Suite pour saxophone alto et piano (1990)
- Trio en ut majeur pour hautbois, clarinette et basson (1993)
- Tance pro andílky (Danses pour les petits anges) pour violon, flûte et piano (1995)
- Sonatine pour violon et harpe (1996)
- Concerto capriccio pour orgue, 2 violon et violoncelle (1998)
- Variace na Beethovenovo téma (Variations sur un thème de Beethoven) pour alto et piano (1998)
- Sonatine pour violon et piano (2001)
- V tom našem sádečku a jiné lidové písničky ("V tom našem sádečku" et autres chant folkloriques) pour flûte à bec (violon, flûte, hautbois, clarinette) et piano (2002)
- Sextuor pour cuivres et orgue (2006) ; orchestré
- Etudy pro dechový (Études pour vents), Octuor pour 2 hautbois, 2 clarinettes, 2 cors et 2 bassons (2010)

### Orchestre
- Tance z baletu Ondráš (Danses du ballet "Ondráš"), Suite (1949, 1951)
- Komorní hudba (Musique de chambre) pour orchestre à cordes (1962)
- Kyklopes (1965)
- Serenade pour orchestre à cordes (1970)
- Věci, Divertimento pour petit orchestre (1977)
- Klicperovská předehra (Ouverture à la Klicpera) (1978)
- Suita z baletu Faux pas de quatre (Suite du Ballet "Faux pas de quatre") (1978)
- Sinfonieta (1996)
- Con brio (published 2000)
- Symphonie en ut majeur (2000)
- Leporelo pour petit orchestre (2007)
- Faun a Apollo (Le Faune et Apollon) (2006, 2008) ; orchestration du sextuor pour cuivre et orgue

#### Concertante
- Partita pour flûte, orchestre à cordes et piano (1950)
- Concerto pour flûte et orchestre de chambre (1952)
- Concerto pour hautbois, orchestre à cordes et clavecin (ou piano) (1954)
- Concerto pour instruments à vent, piano et timbales (1956)
- Sinfonia facile pour piano et orchestre à cordes (1963)
- Concerto pour piano et orchestre de chambre (1972)
- Nový clavecin (nouveau clavecin) pour piano et orchestre à cordes (1975 ; original pour piano seul)
- Concertino pour piano et orchestre cordes (1978)
- Concertino pour 2 violons et orchestre à cordes (1981)
- Concert pour alto et orchestre à cordes (1994)

### Musique vocale

#### Mélodies
- Květiny (Fleurs), op. 3 (1940) pour soprano et piano, sur des paroles de František Vrba
- Dívčí písně (Girl's Songs) pour voix moyennes et piano, op. 7 (1942)
- Písničky s flétnou (petite mélodie avec flûte), pour voix aiguës, flûte (ou violon) et piano (1950) ; sur des poèmes folkloriques
- Šalamoun (Solomon) pour basse (baryton) et quatuor à cordes ou orgue (1961) ; texte extrait du Cantique des Cantiques
- Minutové písničky (Mélodie minute) pour soprano, flûte et piano (1961) ; texte de Václav Fischer et Jan Hostáň
- Muzikanti (Les Musiciens), Suite pour narrateur et 18 instruments solistes (1963) ; poèmes de František Branislav
- Šalamít (Shulamith), Cycle de mélodie pour voix moyennes et piano (ou orgue, ou ensemble de chambre) (1963) ; texte traduit par Jaroslav Seifert d'après le Cantique des Cantiques
- Příběhy jedné kapely (Stories of a Band) pour narrateur et ensemble de chambre (1968) texte du compositeur
- Verba sancta pour soprano et clavecin ou orchestre de chambre (2006)

#### Chorale
- Maryka, cantate sur des paroles du folklore de Silésie pour soprano, chœur mixte et orchestre (1948 ; rev. 1955) ; textes adaptés de berceuses de Silésie
- Sbory o matkách (Choruses About Mothers), 3 chœurs mixtes de poèmes folkloriques (1955)
- Vyhřátá mez (On the Sunny Balk; Am sonnigen Rain), Cycle pour chœur d'enfants (filles) et piano (1955) ; texte de Jan Čarek
- Noé, Oratorio pour ténor, chœur mixte et orchestre (1959) ; textes bibliques
- Dětská terzetta (Trios des enfants) pour trois voix d'enfants, flûte, harpe et contrebasse (1962) ; texte de František Branislav
- Červnová noc (Nuit de juin), Cycle de duos pour chœur enfants (filles) et piano (1965) ; poèmes folkloriques
- Vánočńí Pastorela (Pastorale de Noël) pour chœur d'enfants et ensemble de chambre (1965)
- Tři dcery (Trois filles), petite cantates pour chœur d'enfants (filles) (1960) ; poèmes folkloriques
- Ezop (Aesop), suite de cantate pour chœur mixte et orchestre (1964) ; texte de Pavel Jurkoviď d'après les Fables d'Ésope
- Scény pro dětský sbor (Scenes) pour chœur d'enfants (1971) ; texte de Václav Fischer et du compositeur
- Ozvěna (Echo), cantate de chambre pour solistes, chœur de femmes, orchestre à cordes, hautbois et piano (1982) ; texte du compositeur
- Sezónní madrigaly (Seasonal Madrigals) for mixed chamber chorus and instrumental ensemble (1982); texte du compositeur
- Rozhovory matky s děckem (Conversations en la mère et l'enfant), pour chœur d'enfants (1984) ; poèmes folkloriques et du compositeur
- Kapr, blecha a tak dále (The Carp, the Flea and Others), Ditties pour chœur d'enfants et piano (1985) ; texte du compositeur
- Voda voděnka (Water, Little Water) for children's chorus (1985); words by Václav Fischer
- Missa Vinea Crucis pour chœur d'enfants (ou femmes) et orchestre (ou orgue) (1991)
- Letnice (Pentecôte) pour chœur d'enfants (2002); poèmes folkloriques et textes bibliques

### Musique de scène

#### Ballets
- Ondráš, Ballet, sur des ballades du folklore de Silésie (1949)
- Faux pas de quatre, Ballet-grotesque (1978)

#### Opéras
- Dáma a lupiči (La dame et le voleur), opéra comique en 4 actes (Pilsen, 1966). Livret du compositeur
- Diogenes, Apocrypha (1973). Livret du compositeur
- Rybáři v síti (Fishermen in Their Own Nets), opéra comique (1981). Livret du compositeur, d'après une nouvelle originale
- Oldřich a Boženka (Oldřich and Boženka), opéra (1984). Livret du compositeur
- Mudrci a bloudi (Wisemen and Fools), opéra en 3 scènes sur des thèmes de l'Antiquité, le Moyen Âge et les temps modernes (1986). Livret du compositeur

## Discographie
Compositeur
- Ondráš, ballet ; Čtvero ročních dob [Les quatre saisons], suite de chambre - Philharmonie tchèque et Quatuor Vlach, Dir. Karel Ančerl (16–17 décembre 1956 et 19 novembre 1954, "Gold edition volume 43" 4CD Supraphon SU 3944-2) (OCLC 244105748)
- The new clavecin Esercizi, pour piano et cordes - Ivan Klánský, piano ; I Musici de Praga, Dir. František Vajgar (décembre 1979, Panton Records 710584-2) (OCLC 42040974)
- Sonata da camera (1952), pour flûte, hautbois, violoncelle et clavecin - Sandra Morgan, flûte ; Robert Morgan, hautbois ; Barbara Haffner, violoncelle ; David Schrader, clavecin (19–23 décembre 1991, Cedille Records[7]) (OCLC 823766928)

Interprète